# عباسیه (ملایر)

## جمعیت
این روستا در دهستان موزاران قرار دارد و براساس سرشماری مرکز آمار ایران در سال ۱۳۹۵، جمعیت آن ۴۴۵ نفر (۱۳۲خانوار) بوده‌است.